# Slaves de Novgorod
Ne doit pas être confondu avec Slovènes.
Les Slaves de Novgorod, aussi appelés Slaves d'Ilmen et Slovènes étaient la tribu la plus septentrionale des premiers Slaves, et habitaient les rives du lac Ilmen et des bassins du Volkhov, du Lovat, de la Msta et de la Mologa. Lorsqu'ils ont migré dans cette région, ils ont gardé le nom de leurs homonymes de l'Adriatique, ce qui explique leur nom de Slovènes. Ils furent la tribu qui fonda la ville de Novgorod. 

## Histoire
Ils furent soumis avec les Krivitches par les Varègues, avant qu'ils se rebellent pour se libérer de leur joug. Mais peu après, avec les Krivitches et les Finno-Ougriens, les Slovènes appelèrent le prince varègue Riourik pour les gouverner.
Lorsqu'Oleg et Igor quittèrent le nord-ouest de la Rus' pour Kiev, ils laissèrent derrière eux un vide du pouvoir. Les leaders des Slovènes, Krivitches et Tchoudes créèrent alors Novgorod.